# Total Eclipse (jeu vidéo, 1988)
Pour les articles homonymes, voir Total Eclipse.
Total Eclipse est un jeu vidéo de type first-person adventure et tir à la première personne développé et édité par Incentive Software, sorti en 1988 sur DOS, Amiga, Amstrad CPC, Atari ST, Commodore 64 et ZX Spectrum.

## Accueil
- Your Sinclair : 9/10[1].